# Trifurcula globulariae
Trifurcula globulariae là một loài bướm đêm thuộc họ Nepticulidae. Nó là loài duy nhất được tìm thấy ở Macedonia.
Ấu trùng ăn Globularia meridionalis. The mine the leaves of their host plant. The mine consists of a narrow, straight corridor, entirely filled with frass. Later, the corridor widens strongly. Here the frass lies in a heavy, irregular, often interrupted black line.